# Josef Zelinka
Josef Zelinka (15. června 1893 Praha – 7. října 1948) byl technik, důstojník prvorepublikové československé armády, expert v oboru palných zbraní, kinoamatér a autor prvních filmových záběrů pražské Zoo z let 1934 až 1939.

## Život
Josef Zelinka se narodil 15. června 1893 v Praze do rodiny profesora reálné školy. Po absolvování karlínské reálné školy pokračoval Josef ve vysokoškolském studiu na Pražské technice. První světová válka přerušila jeho studium a Josef Zelinka musel narukovat do c. a k. rakousko-uherské armády. Během tohoto světového konfliktu bojoval na srbské, italské a rumunské frontě. (V poli velel četě a později rotě). Začátkem roku 1918 byl vážně zraněn. Po vyléčení byl odvelen na italskou frontu.
Po skončení první světové války (11. listopadu 1918) pokračoval jako voják z povolání v prvorepublikové československé armádě, oženil se s Helenou Ningerovou (* 1892 Chotěboř) a v roce 1923 dokončil válkou přerušené studium na Pražské technice (titul Ing.). V rámci služby u československé armády byl přidělen do referátu ručních zbraní Ministerstva národní obrany. Této vojenské specializaci se věnoval po celo zbývající dobu své vojenské kariéry a postupně se vypracoval do pozice znalce palných zbraní. V letech 1934 až 1939 zastával funkci přednosty oddělení ručních zbraní a kulometů I. odboru Vojenského technického a leteckého ústavu (VTÚ). Do hodnosti plukovníka byl povýšen ke dni 1. ledna 1937. Ve 30. letech 20. století bydlel v Praze poblíž Staroměstského náměstí v Salvátorské ulici (číslo 7).
Po vyhlášení protektorátu (po 15. březnu 1939) byl spolu s ostatními vojáky a důstojníky rozpuštěné prvorepublikové československé armády deaktivován. Pro zpravodajsko–sabotážní odbojovou skupinu Tři králové (konkrétně pro podplukovníka Josefa Mašína), která byla součástí vojenské ilegální odbojové organizace Obrana národa, pomáhal Josef Zelinka zajišťovat zbraně. Během pražského květnového povstání 1945 se Zelinka účastnil bojů na barikádách. Druhou světovou válku přežil ale dne 7. října 1948 nečekaně zemřel. 
Jeho koníčkem bylo amatérské filmování. Není známo, kdy s touto činností začal, ale pořizoval technicky zdařilé filmové záběry nejen v soukromí, ale i v armádním prostředí. Nedlouho po otevření pražské Zoo (28. září 1931) často filmoval (v letech 1934 až 1939) i zde. Jeho amatérská filmová produkce nebyla podepsána ale byla většinou označena logem ve tvaru velkého písmene „Z“ v kroužku. Za filmovou kamerou jej čas od času zastupovala i jeho manželka Helena. Podle záběrů z dochovaných filmů byla Helena Zelinková v blízkém přátelském kontaktu s rodinou středoškolského profesora, ornitologa a zakladatele Zoologické zahrady v Praze Jiřího Jandy.

## Pozůstalost
Na podzim roku 2022 bylo v archivu vídeňského Rakouského filmového muzea (ve sbírkovém fondu amatérských filmů) objeveno kustodkou Stefanií Zinglovou třináct kotoučů filmů (9,5 mm černobílý materiál Pathé; barevný materiál Dufaycolor) (celkem asi 5 hodin filmového záznamu) vesměs z období let 1934 až 1937 s unikátními záběry z prvních let existence pražské Zoo. Rakouskému filmovému muzeu materiál předal v roce 2010 nejmenovaný rakouský sběratel (pod podmínkou zachování anonymity) a to společně s více než pěti sty dalšími filmy. Záběry zachycují mimo jiné i zakladatele pražské Zoo a jejího prvního ředitele profesora Jiřího Jandu, jeho manželku a spolupracovníky. Na filmech je také k vidění řada zvířat (např., slon Baby či gepard Mignon). Unikátnost snímků spočívá v tom, že se ze 30. let 20. století ze Zoo Praha žádné filmové záběry nedochovaly (Zoo Praha před druhou světovou válkou systematicky vlastní filmy nepořizovala, první záběry vznikly až za protektorátu ale nedochovaly se.)
V čtvrtek 23. února 2023 byl tento unikátní filmový nález představen (v podobě několika krátkých ukázek z digitálních kopií) novinářům a široké veřejnosti na tiskové konferenci Zoo Praha. Autorem filmových záběrů je důstojník československé armády plukovník Ing. Josef Zelinka a jeho manželka Helena Zelinková.

Užité technologie nalezených filmových materiálů
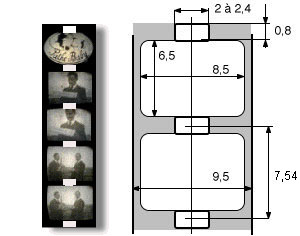
Rozměry (v mm) černobílého filmového nosiče (formátu 9,5 mm); posun filmu byl zajišťován centrální obdélníkovou perforací s roztečí středů 7,54 mm
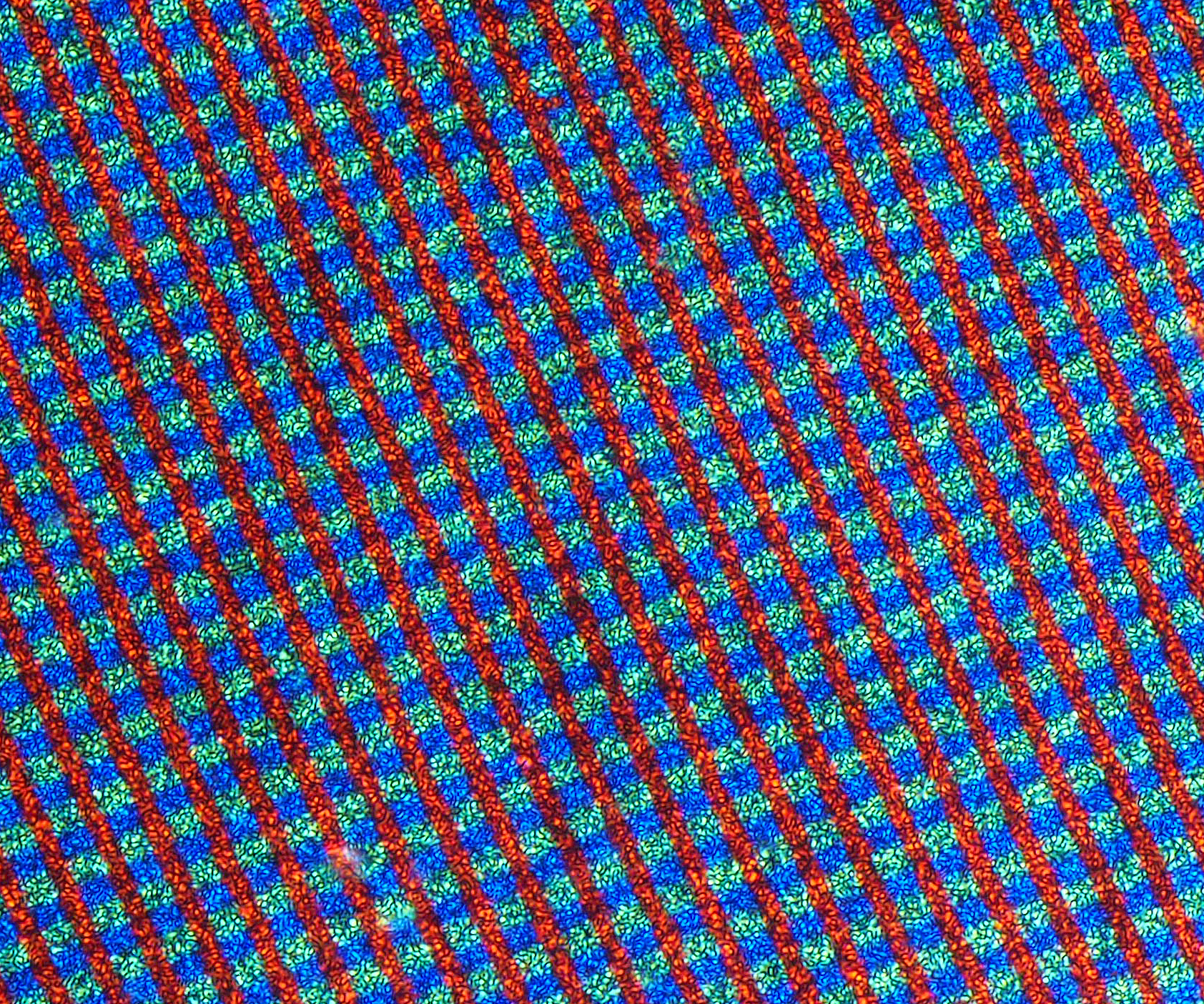
Detail struktury barevné rastrovací mozaiky v systému Dufaycolor[p. 2]
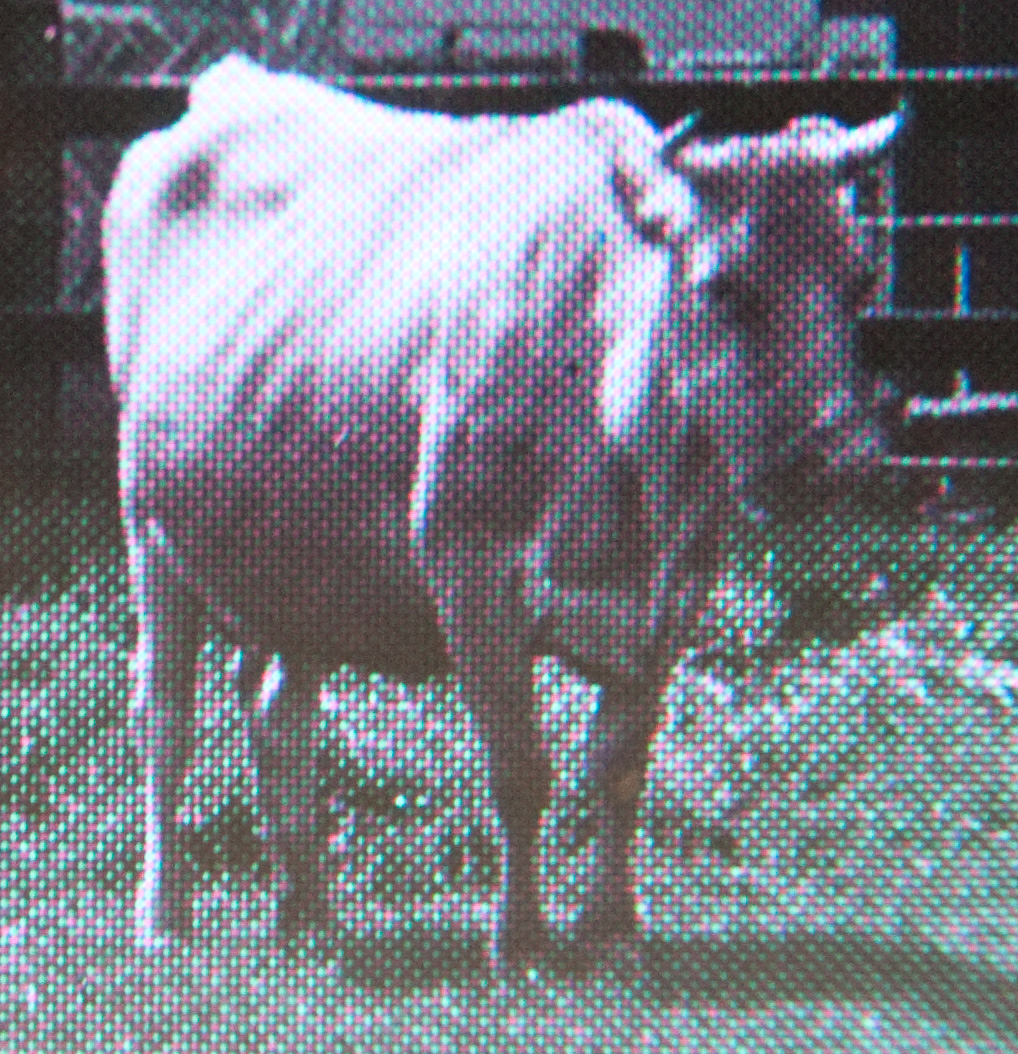
Barevná fotografie z doby kolem roku 1920 pořízená pomocí technologie, která má nejblíže k procesu dufaycolor. Na detailu snímku je vidět překrývání barev vyjádřených jako barevné „tečky“ ve tvaru čtverečků otočených o 45 stupňů s „hustotou“ asi 3 body na 1 mm.